# Natação nos Jogos Pan-Americanos de 1999 - 200 m peito feminino
O evento dos 200 m peito feminino nos Jogos Pan-Americanos de 1999 foi realizado em Winnipeg, Canadá, em 3 de agosto de 1999. A última campeã dos Jogos Pan-Americanos foi Lisa Flood, do Canadá
Essa corrida consistiu em quatro voltas em nado peito em piscina olímpica.

## Resultados
Todos os tempos estão em minutos e segundos.
| CHAVE: | q | Mais rápidos não-classificados | Q | Classificados | GR | Recorde dos jogos | NR | Recorde nacional | PB | Melhor marca pessoal | SB | Melhor marca na temporada |

### Final B
A final B foi realizada em 3 de agosto.
| Posição | Nome          | Nação                 | Tempo   | Notas |
| ------- | ------------- | --------------------- | ------- | ----- |
| 9       | Imaday Nuñez  | CUB Cuba              | 2:36.36 |       |
| 10      | Cerian Gibbes | TRI Trinidad e Tobago | 2:39.28 |       |
| 11      | Maria Ortiz   | COL Colômbia          | 2:39.40 |       |
| 12      | Valeria Silva | PER Peru              | 2:47.19 |       |
| 13      | Kenia Puertas | VEN Venezuela         | 2:51.68 |       |
| 14      | R.Encina      | PAR Paraguai          | 2:54.15 |       |

### Final A
A final A foi realizada em 3 de agosto.
| Posição           | Nome                 | Nação              | Tempo   | Notas |
| ----------------- | -------------------- | ------------------ | ------- | ----- |
| Medalha de ouro   | Lauren van Oosten    | CAN Canadá         | 2:30.36 |       |
| Medalha de prata  | Annemieke McReynolds | USA Estados Unidos | 2:30.53 |       |
| Medalha de bronze | Katie Yevak          | USA Estados Unidos | 2:32.85 |       |
| 4                 | Adriana Marmolejo    | MEX México         | 2:36.25 |       |
| 5                 | Mikeila Leyva        | CUB Cuba           | 2:36.53 |       |
| 6                 | Isabel Ceballos      | COL Colômbia       | 2:37.28 |       |
| 7                 | Patrícia Comini      | BRA Brasil         | 2:37.69 |       |
| 8                 | Tara Sloan           | CAN Canadá         | 2:39.47 |       |